# 安德里亞希夫卡 (敖德薩州)
47°54′54″N 29°42′50″E / 47.91500°N 29.71389°E
安德里亞希夫卡（烏克蘭語：Андріяшівка）是位於烏克蘭西南部的村莊，由敖德萨州波迪利斯克区的巴爾塔市鎮負責管轄。該村處於科德馬河畔，始建於1964年，面積2.16平方公里，海拔高度126米，2001年人口525。